# Rabari

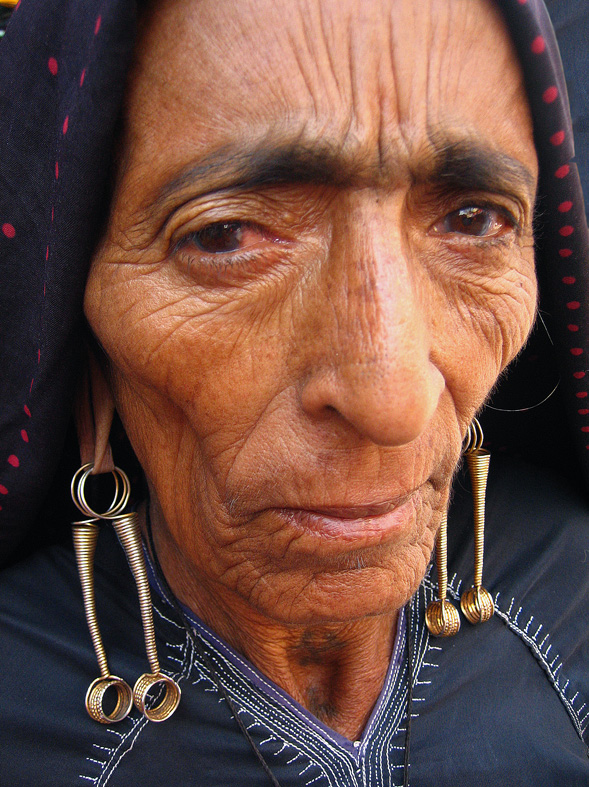
En kvinna i rabarifolket.

Rabari ("den som lever utanför") är en folkgrupp i indiska delstaterna Gujarat (distriktet Kutch och regionen Saurashtra) och Rajasthan.
Rabaris traditionella yrke är herdens, man livnär sig till stor del på getter och får, och använder framförallt kamelen som transportmedel. Under torrperioden (samtidigt med vintern på norra halvklotet) beger man sig på dang, vilket innebär en nomadisk tillvaro där man i grupper om 5-15 familjer rör sig för att ge djuren bete. Rabaris indelas i fyra större geografiska grupper, och ett antal subkaster.
Under senare år har rabaris traditionella levnadsstil kommit att hotas av den stora befolkningsökningen i Indien, vilken lett till minskade utrymmen för bete.